# Trichocentrum tenuiflorum
Trichocentrum tenuiflorum är en orkidéart som beskrevs av John Lindley. Trichocentrum tenuiflorum ingår i släktet Trichocentrum och familjen orkidéer. Inga underarter finns listade i Catalogue of Life.